# Achille Alberti
Achille Alberti (Milano, 12 marzo 1860 – Camnago, 15 luglio 1943) è stato uno scultore italiano.

## Biografia

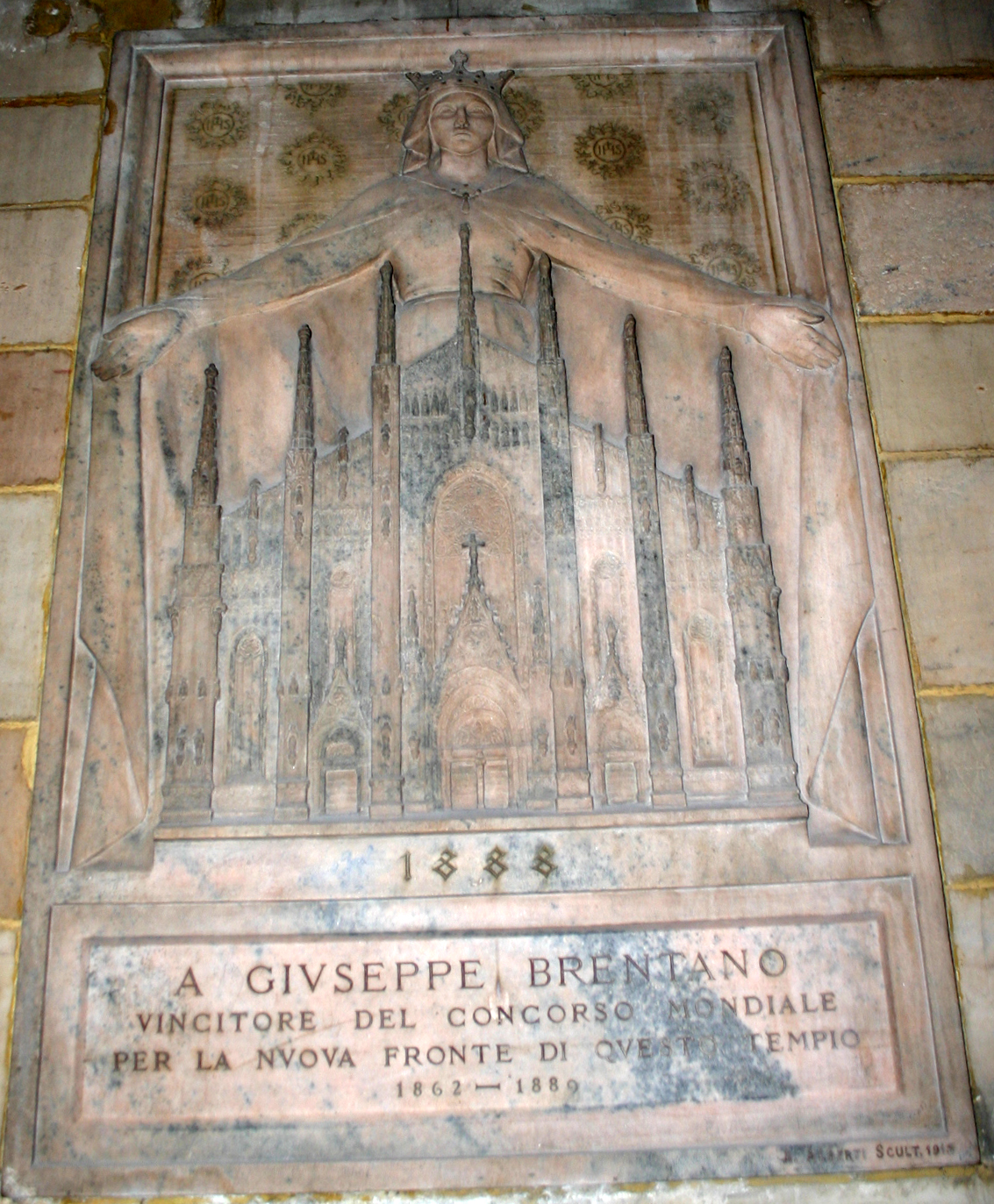
Lapide a Giuseppe Brentano. Vi si nota il simbolo della "Reverenda Fabbrica del Duomo": la Madonna della Misericordia che copre col suo mantello.

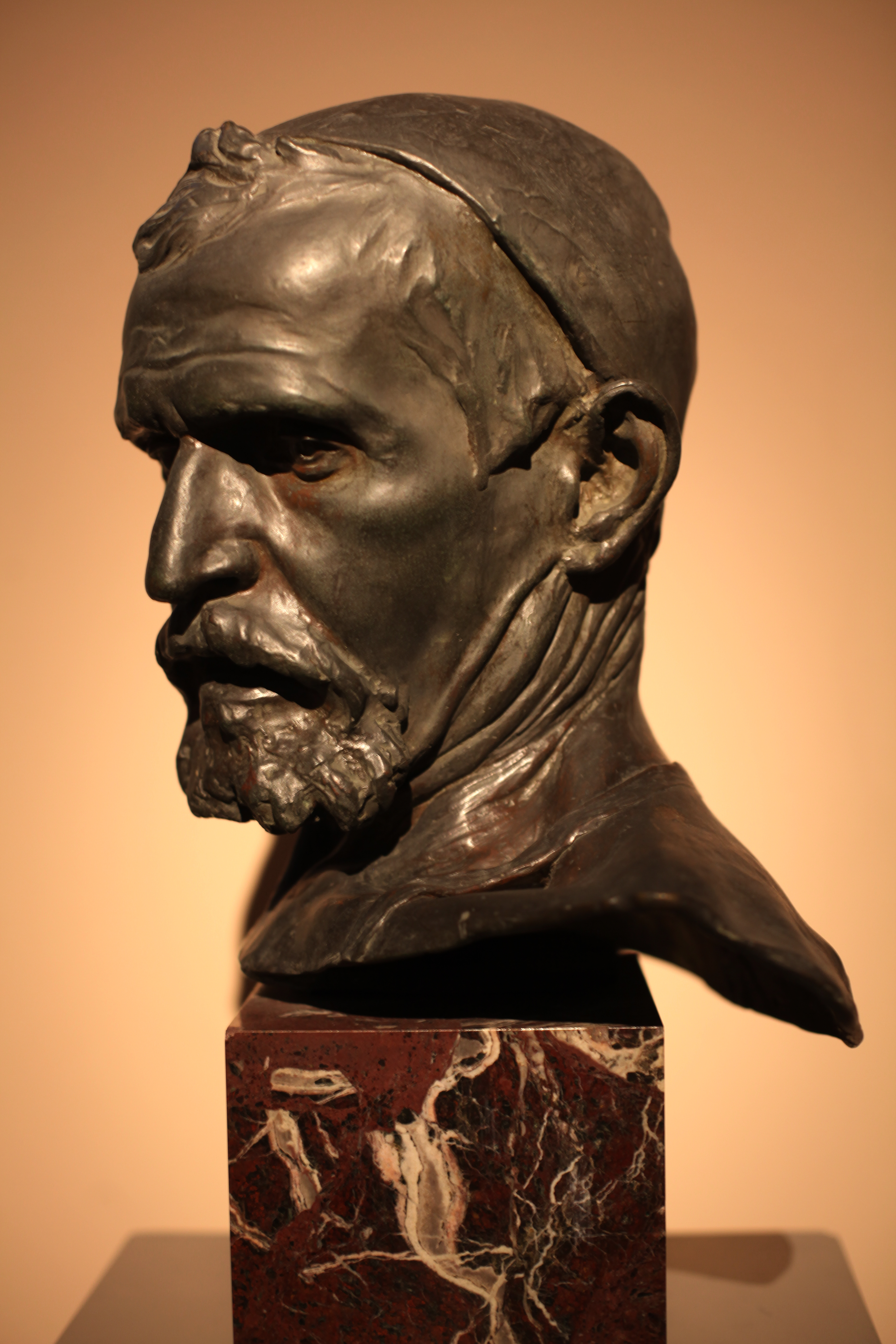
Maniscalco (circa 1900); Galleria d'Arte Moderna, Milano

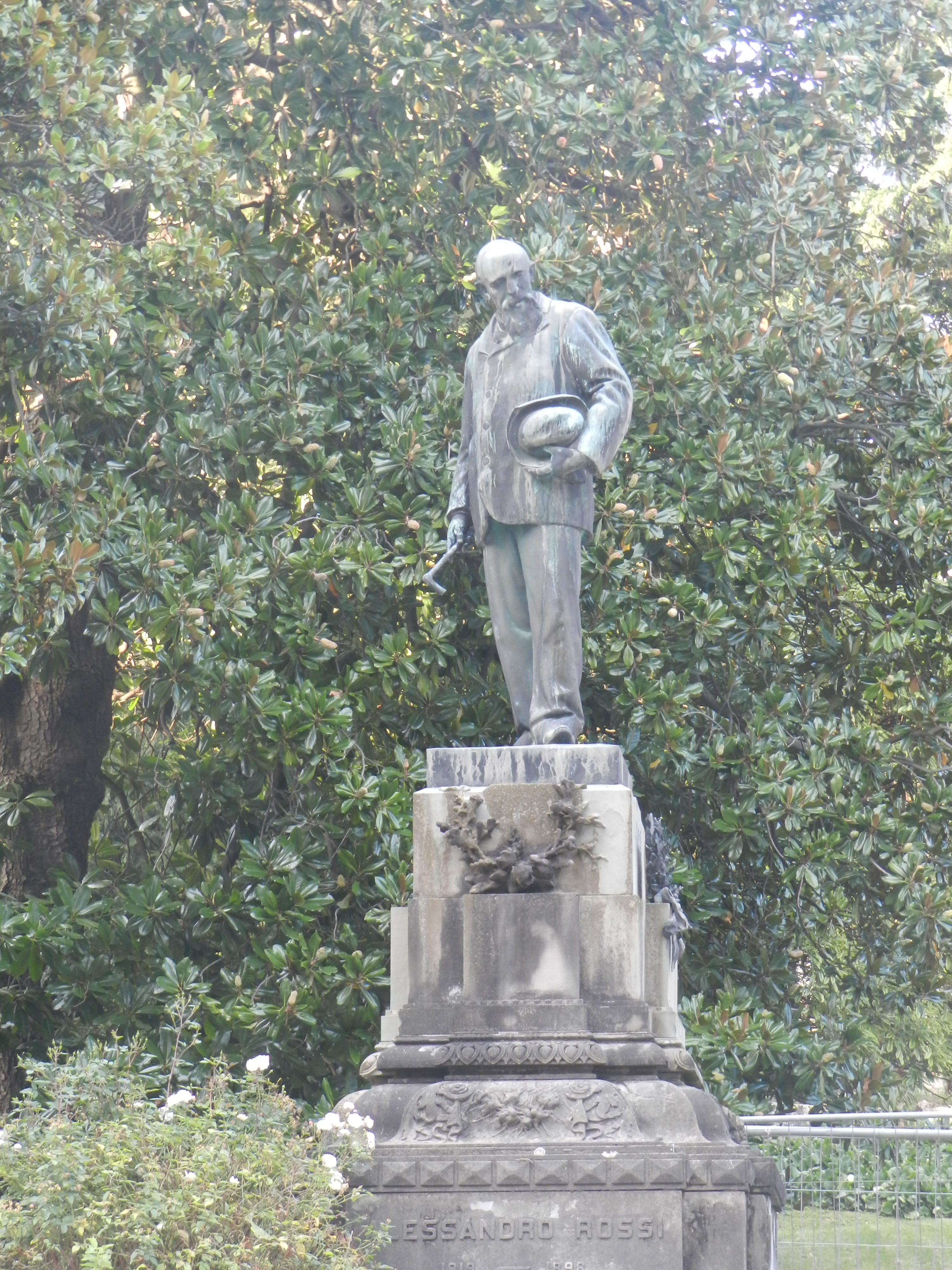
Il monumento bronzeo dedicato ad Alessandro Rossi presso il giardino Jacquard a Schio, opera del 1899.

Achille Alberti studiò arte all'Accademia di Brera, dove in seguito fu docente. Come altri compagni di studio, tra cui Magni e Ripamonti, produsse numerose sculture ad ornamento delle tombe nel cimitero monumentale di Milano. Inizialmente si dedicò a temi sociali, realizzando sculture e monumenti che gli permisero di guadagnanarsi notorietà internazionale.
Nella pittura, invece, esprimeva la sua passione attraverso paesaggi, nature morte e ritratti. Nel 1930 a Milano espose gessi, marmi e bronzi, una trentina di tele, fino ad allora sconosciute. Fu anche disegnatore per opere litografiche.
Nel 1891 ricevette due premi alla Triennale di Milano per la scultura bronzea Ignavia, ispirata a temi danteschi, che fu poi esposta a Vienna nel 1894 e che è oggi conservata a Busto Arsizio, nella Villa Ottolini.
Nel 1892 un suo bassorilievo Le Odi di Pindaro fu esposto a Monaco di Baviera, mentre nel 1900 prese parte all'Esposizione Universale di Parigi. I suoi lavori furono oggetto di interesse ed ammirazione, procurandogli premi in occasione di tutte le esposizioni, italiane od europee, cui partecipò.
In quegli anni Alberti firmò un bassorilievo che riproduceva fedelmente il progetto neogotico di Giuseppe Brentano per la facciata del Duomo di Milano e che fu poi posizionato all'interno della chiesa stessa.
L'Alberti fu molto apprezzato dai seguaci di Jean Royère e del suo "musicismo scultoreo" come Giuseppe Cartella Gelardi che ne fu un attento ma appassionato critico.
A lui si devono le grandi statue sulla facciata del palazzo della Borsa di Milano, costruito nel 1901, in cui è possibile cogliere segni d'una sensibilità eclettica.
Nel 1930 si tenne una mostra retrospettiva a lui dedicata nella Galleria Pesaro di Milano.

Morì a Camnago, in provincia di Milano, il 15 luglio 1943. Molte sue sculture fanno parte del patrimonio catalogato della Ca Granda.

## Opere
- Re Umberto I, bronzo, grande busto
- Bagnanti, gesso, 1890
- Pindaro nel Teatro di Atene, bassorilievo, 1891
- Ritratto del poeta Giampietro Lucini, marmo, 1897
- Alessandro Rossi, bronzo, 1899
- Maniscalco, bronzo, 1900 ca.
- Medaglione in bronzo a Madesimo raffigurante Giosuè Carducci, 1907[8]
- Giuseppe Sacchi, bronzo, 1909
- Canto della Vittoria, bronzo, 1917
- Busto di ragazzo, bronzo, 1920
- San Gregorio, statua in marmo
- Prometeo (Statua in bronzo dedicata ai Caduti di Villa Lesa), 1922